# Массовое убийство в Дубоне и Шепшине
Вечером 4 мая 2023 года 21-летний сербский мужчина, вооруженный автоматом Zastava M70, открыл огонь из автомобиля в Дубоне и Шепшине, деревнях муниципалитета Младеновац, округ Белград и Мало-Орашье, округ Смедерево, убив по меньшей мере девять человек, в том числе сотрудника полиции, и ранив четырнадцать. После этого преступник уехал и был арестован на следующий день недалеко от Крагуеваца. Стрельба произошла на следующий день после стрельбы в начальной школе в Белграде, столице Сербии.

## История
В Сербии действуют строгие законы об оружии, и тем не менее там один из самых высоких в мире показателей владения оружием на душу населения. В 2021 году, с примерно 39 единицами гражданского оружия на 100 человек, Сербия занимала третье место в мире по этому показателю после США и Йемена. Наряду с культурой владения оружием, во многих домохозяйствах хранится трофейное оружие войн XX века, незарегистрированное оружие получило широкое распространение в некоторых странах региона после югославских войн 1990-х годов.
Массовые расстрелы в Сербии редки, как и в большинстве стран Юго-Восточной Европы. Ранее в XXI веке было всего четыре таких инцидента: убийства в Ябуковаце в 2007 году, в ходе которых девять человек были убиты и пятеро получили ранения, стрельба в Велика-Иванче в 2013 году, в результате которой было убито 14 человек, стрельба в Житиште в 2016 году, в результате которой пять человек были убиты и 22 ранены, а также стрельба в начальной школе Владислава Рибникара, которая произошла накануне, что побудило сербское правительство предложить более строгие правила владения оружием.

## Стрельба
Подозреваемый, 21-летний Урош Блажич, был с некоторыми из жертв, когда на школьном дворе вспыхнул спор. Он якобы выхватил из дома винтовку и начал стрелять в Дубоне, после чего отправился в Мало-Орашье. После первой стрельбы полиция выдала ордер на его арест и искала его в Мали Пожареваце, где его видели в последний раз. В 18:08 поступило сообщение о стрельбе в соседнем селе Шепшин. Там полиция заметила подозреваемого, и он якобы выстрелил в них. После стрельбы все дороги вокруг Младеноваца в сторону Дубоны и Шепшина были закрыты.
Подозреваемый остановил такси, которое затем отвезло его в Виниште, недалеко от Крагуеваца, где он спрятался, но в итоге был арестован. Предположительно, во время стрельбы подозреваемый был один. Подозреваемый был доставлен в отделение полиции в Смедерево 5 мая.
Также были арестованы дядя и дед подозреваемого. В доме деда полиция обнаружила четыре бомбы, сигнальную ракету, автомат, два глушителя, охотничий нож и различные боеприпасы.

## Жертвы
По меньшей мере восемь человек погибли, в том числе 22-летний полицейский, его 19-летняя сестра, 21-летний мужчина и 25-летний мужчина. По меньшей мере двое пострадавших скончались на месте, ещё двое позже скончались в больнице. По данным МВД, пострадали ещё четырнадцать человек, в том числе дети. Раненые были отправлены в Университетский больничный центр доктора Драгиши Мишович, где позднее скончался мальчик 2008 года рождения. Министр здравоохранения Даница Груичич заявила, что все раненые находятся в опасном для жизни состоянии.

## Реакция
Сообщается, что жандармерия, специальный антитеррористический отряд и вертолетное подразделение прибыли в села Младеновац и Дубона. По сообщениям сербских СМИ, сотрудники полиции выставили блокпосты и останавливали машины, пока искали боевика. Вертолеты, беспилотники и несколько полицейских патрулей также были отправлены в район, прилегающий к Дубоне. Сообщается, что Груичич и глава Службы безопасности и разведки Александр Вулин побывали в этом районе. Сдачу крови для раненых организовало Министерство здравоохранения.
Министр внутренних дел Братислав Гашич и президент Сербии Александр Вучич назвали стрельбу террористическим актом. На пресс-конференции 5 мая Вучич объявил о новых мерах и добавил, что подозреваемый «больше не увидит свет», что «он не выйдет из тюрьмы» и что все люди, у которых есть оружие, будут подвергнуты аудиту. Новые меры включают мораторий на выдачу разрешений на ношение оружия, дополнительные медицинские и психологические проверки владельцев оружия и набор 1200 полицейских в школы. Он также заявил, что новые меры «практически полностью разоружат Сербию». Эти меры были приняты правительством в тот же день.